# Grand tourer

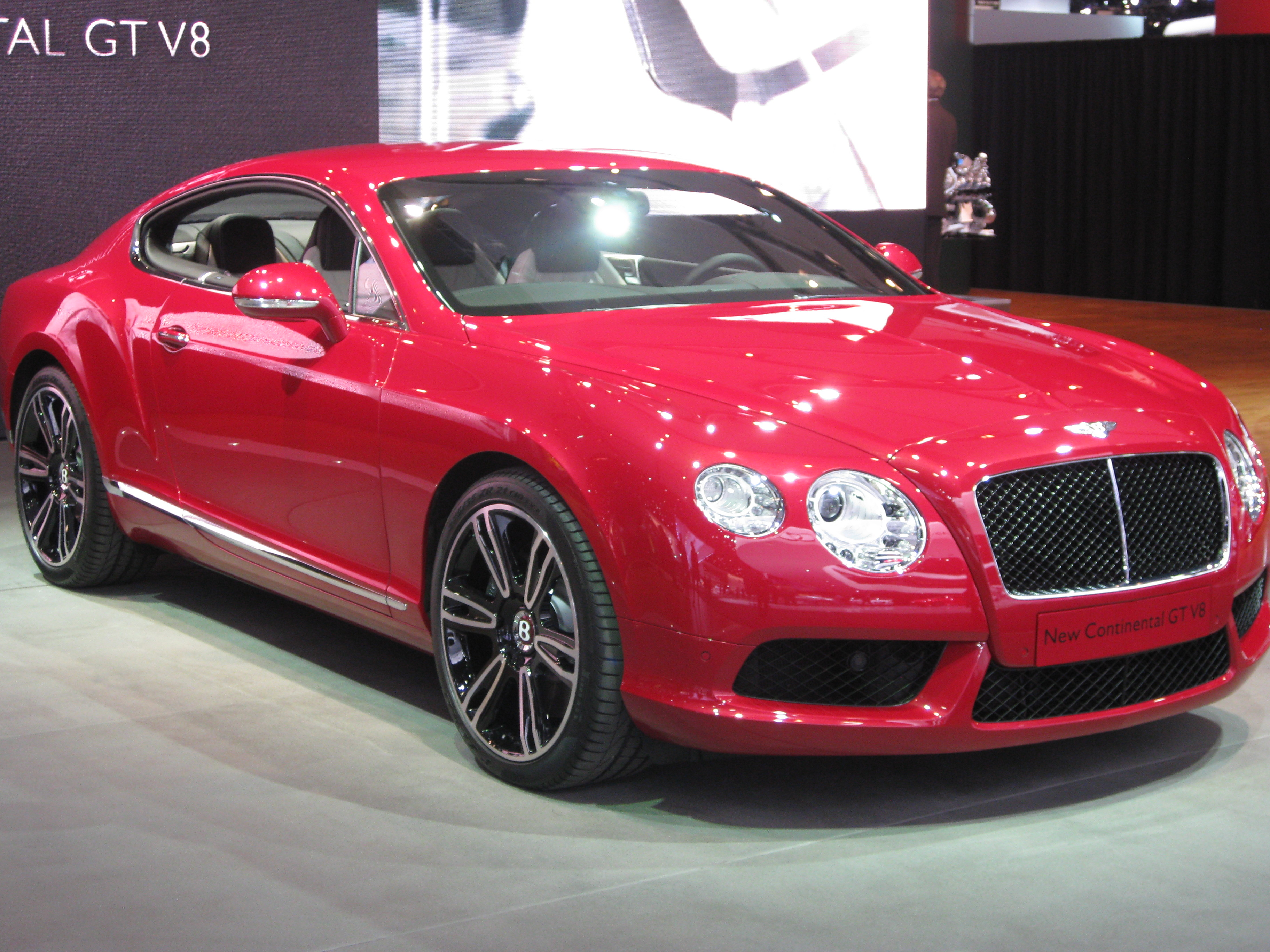
Bentley Continental GT

Grand tourer (z wł. gran turismo, w skrócie GT) – samochód sportowy o wysokich osiągach, przygotowany do jazdy na długie dystanse, luksusowy (jak na swoją klasę). 
Klasa samochodów (GT) jest kojarzona przede wszystkim ze sportowym dwudrzwiowym coupe, marek takich jak Ford (Ford GT, Mustang GT na nadwoziu typu Fastback), Aston Martin np.: Aston Martin DB Mark III - auto Jamesa Bonda - i wiele modeli pochodzenia włoskiego: Alfa Romeo, Maserati, Ferrari. Obecnie to nieliczny segment klasy samochodów premium sport car, np. Mercedes-Benz SLR McLaren. Klasa GT w latach 50-60 XX w. przyjęła wygląd ówczesnego Streamlinera (co jest trochę mylące) i ta stylistyka jest kontynuowana do dziś. Jednakże z założenia GT był to samochód o wysokiej precyzji wykonania, dbałością o wykonanie, wygodę i wytrzymałość.
Samochody typu grand tourer różnią się od typowych samochodów sportowych (np. Lotus Elise, Porsche 911) tym, że są zazwyczaj cięższe (czasami ważą ponad 1600 kg) oraz zapewniają bardziej komfortowe warunki podróży. Z tego powodu silniki montowane są zazwyczaj z przodu pojazdu, dzięki temu uzyskuje się większą przestrzeń wewnątrz kabiny pasażerskiej niż w wypadku silników montowanych centralnie. Samochody te mają też zazwyczaj dość miękkie zawieszenie, aby zapewnić odpowiedni komfort podróży. Grand tourery wykazują jednak cechy wspólne z wozami sportowymi, najczęściej moc przekazywana jest na koła tylne lub na obie osie, mianem samochodu sportowego można określić więc również GT. Modele GT o bardzo wysokich osiągach jak np. Ferrari 599 GTB Fiorano, Nissan GT-R czy Mercedes-Benz SLR McLaren mogą być zaliczane do segmentu supersamochodów.

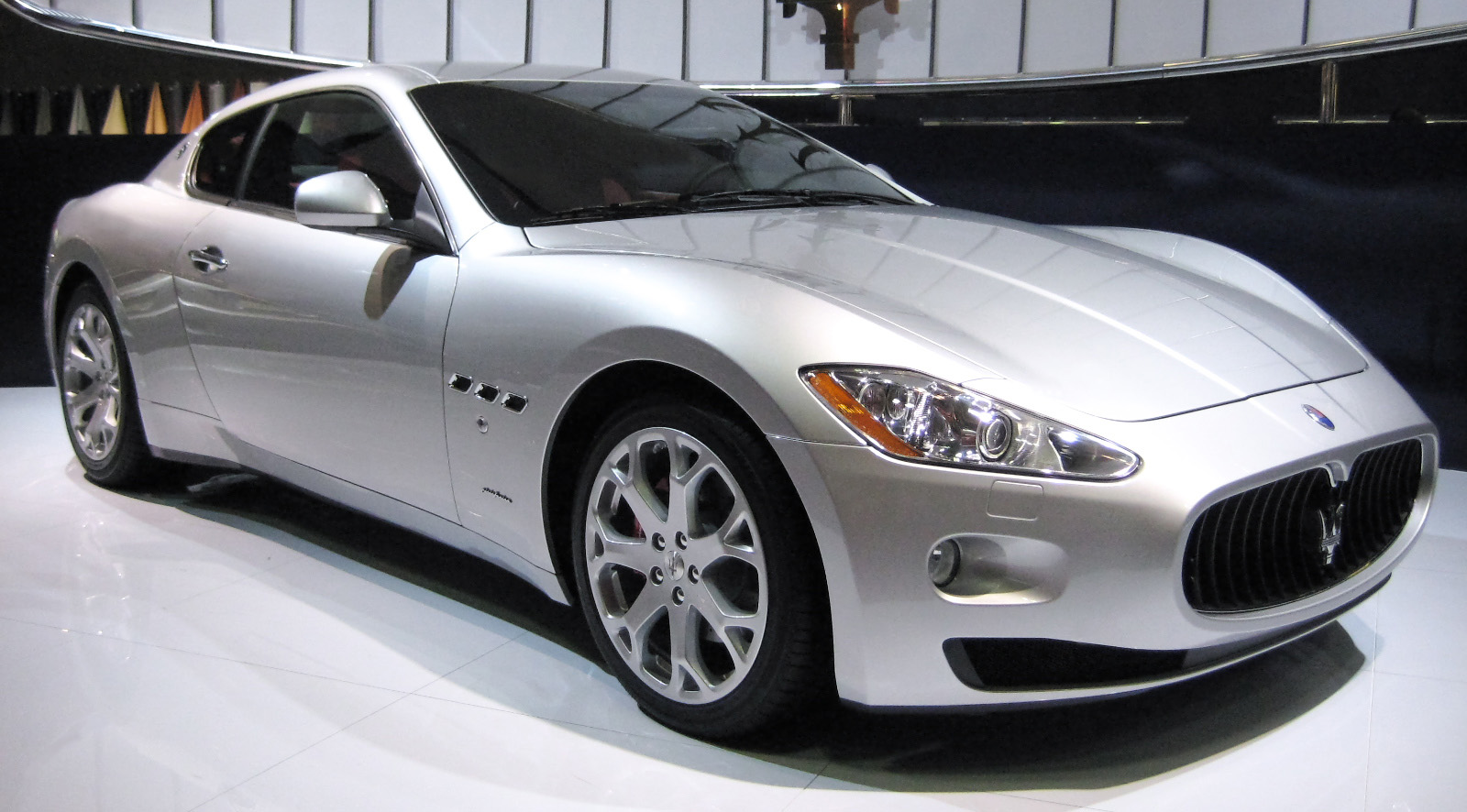
2007 Maserati GranTurismo
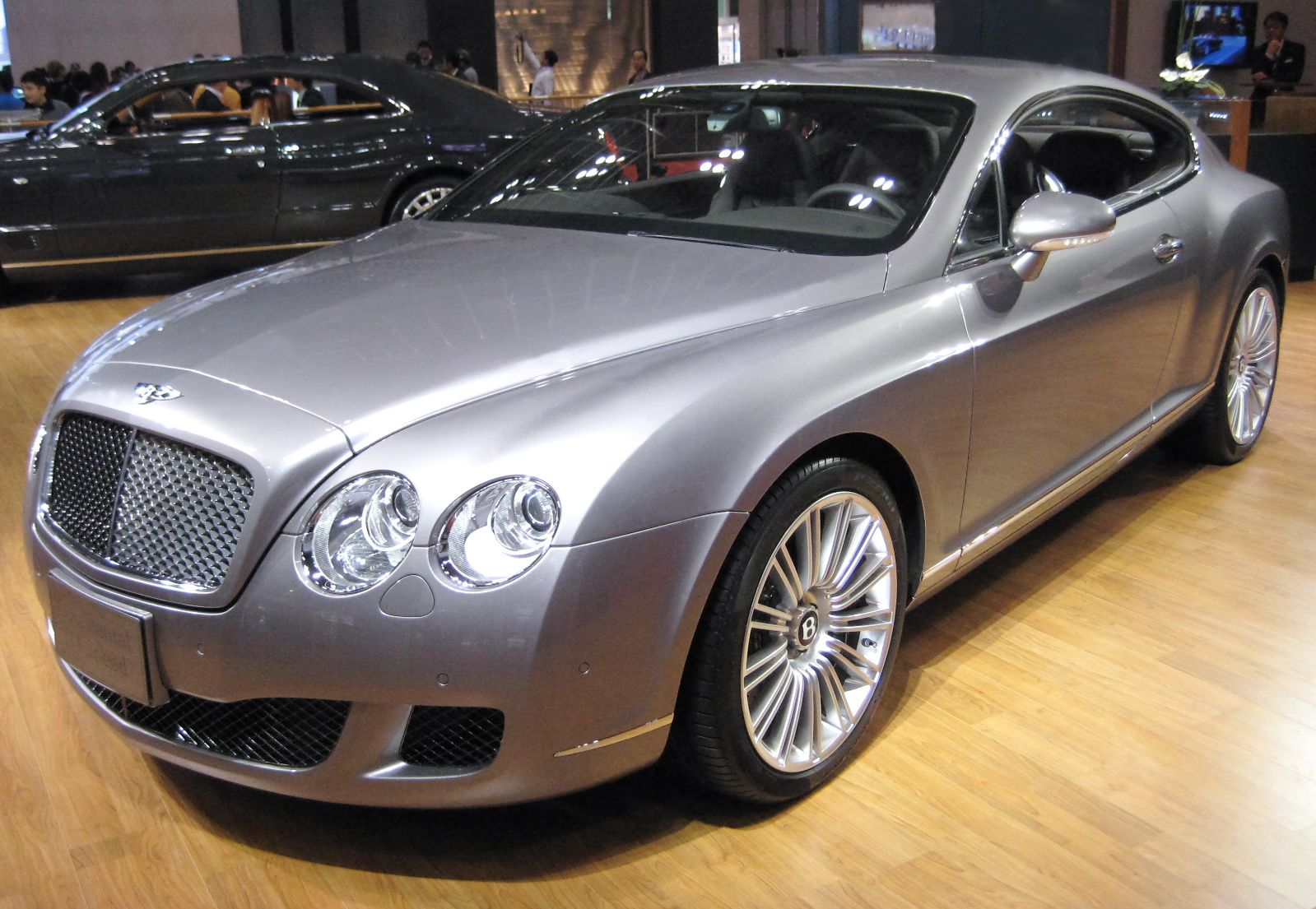
2007 Bentley Continental GT Speed
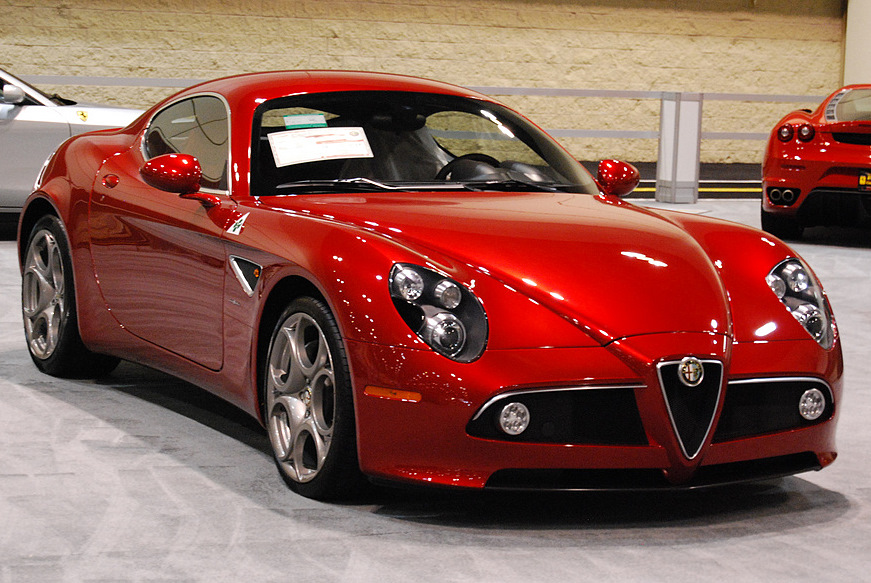
2006 Alfa Romeo 8C Competizione
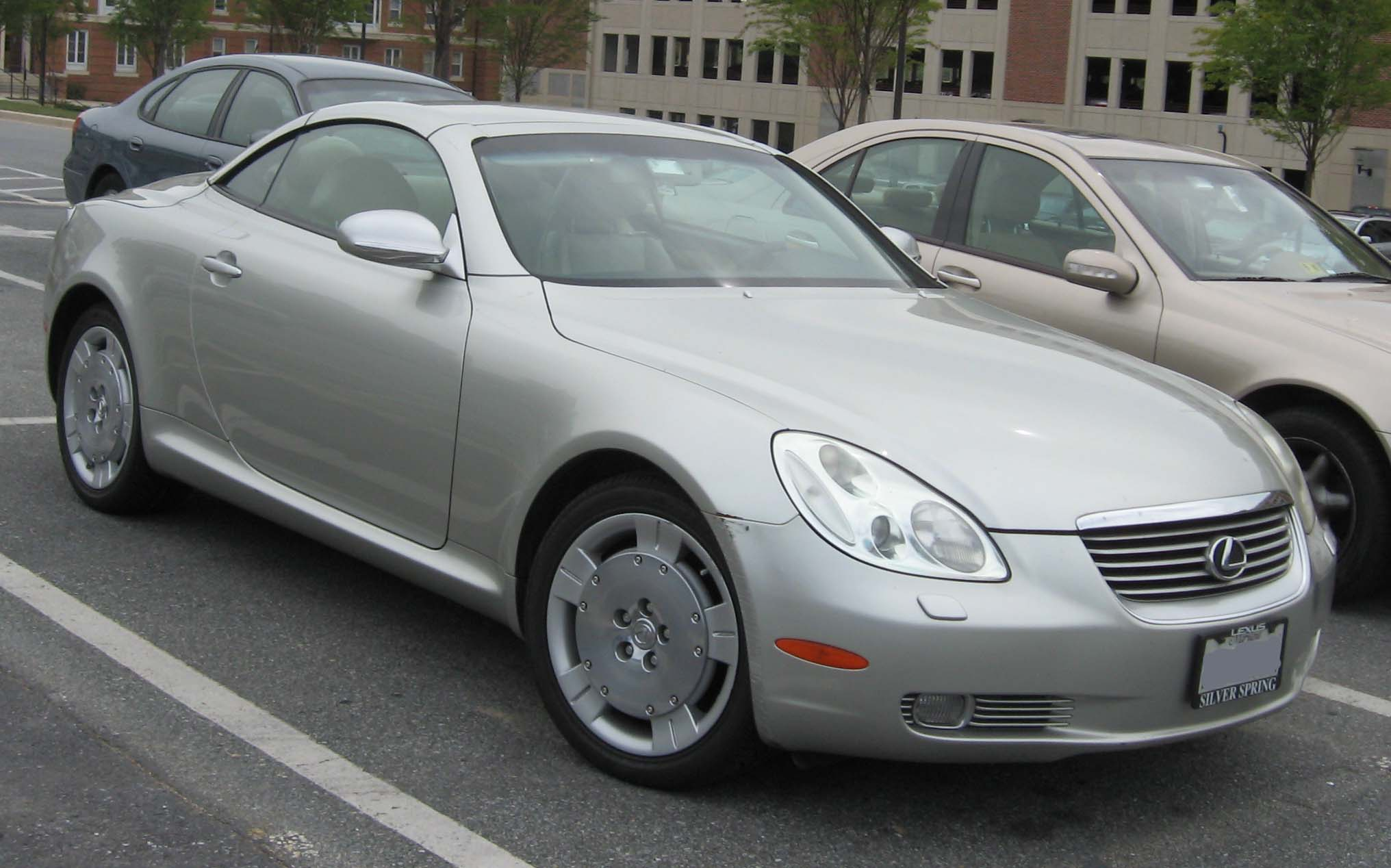
2002 Lexus SC
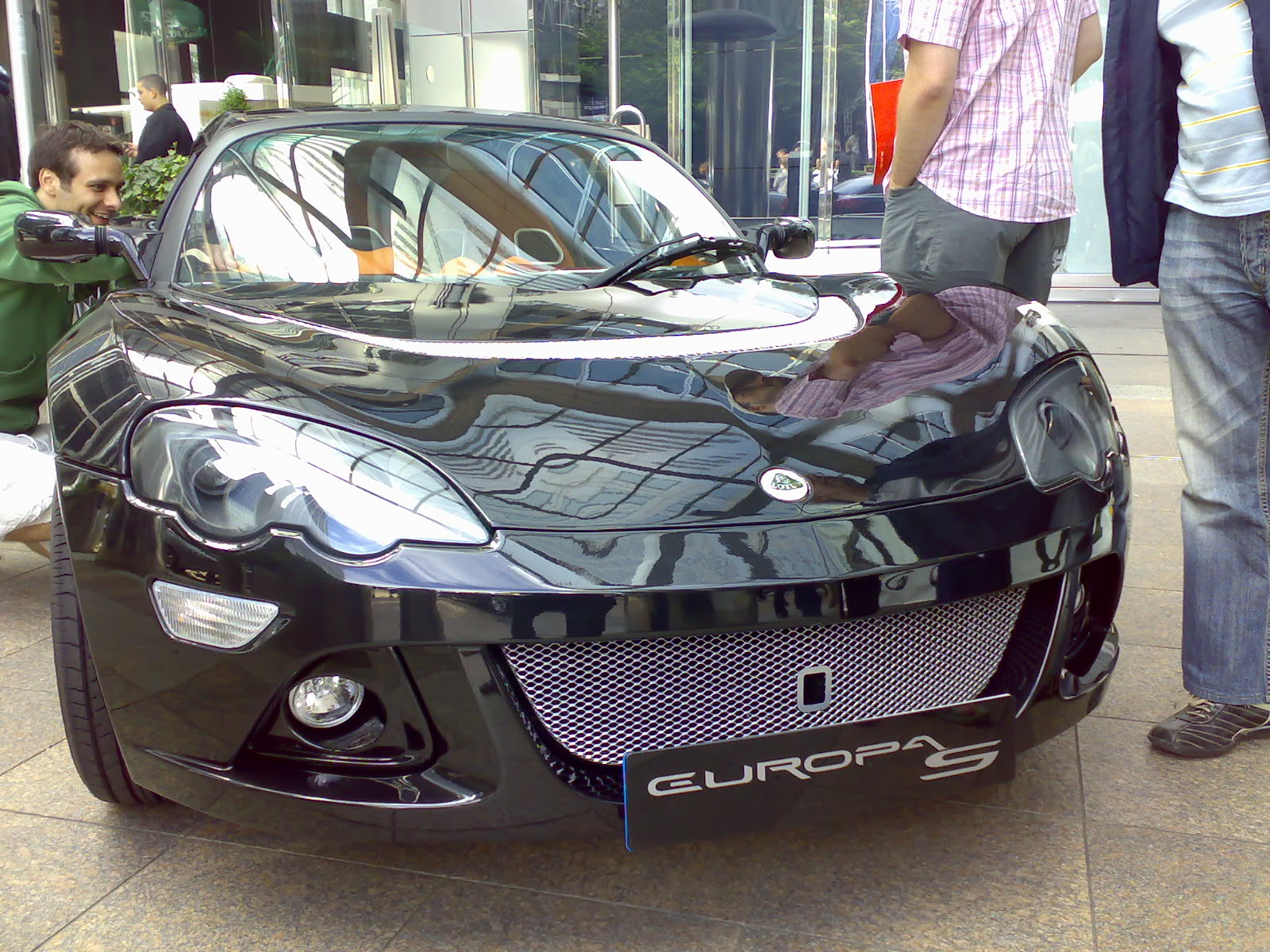
2007 Lotus Europa S
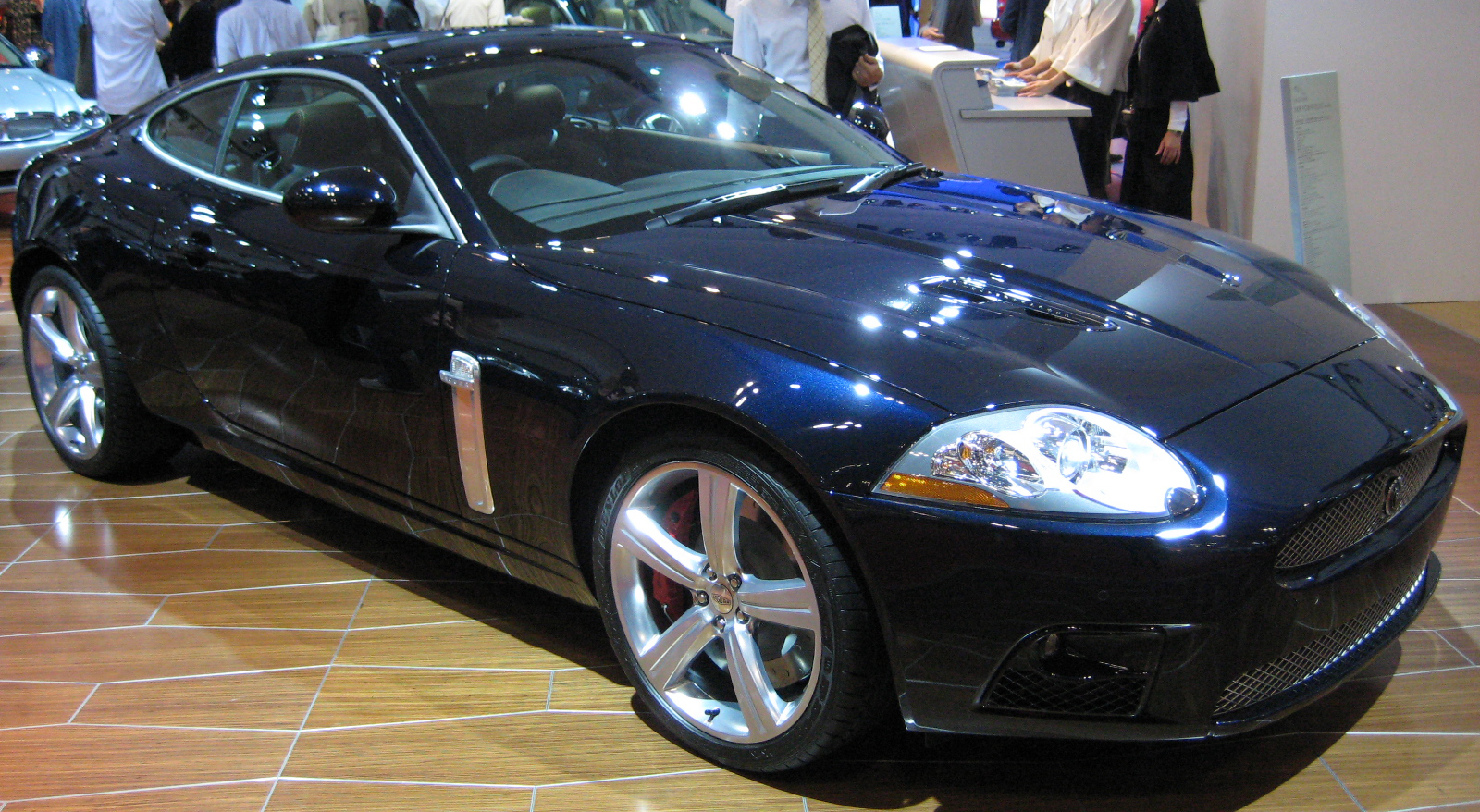
2007 Jaguar XKR
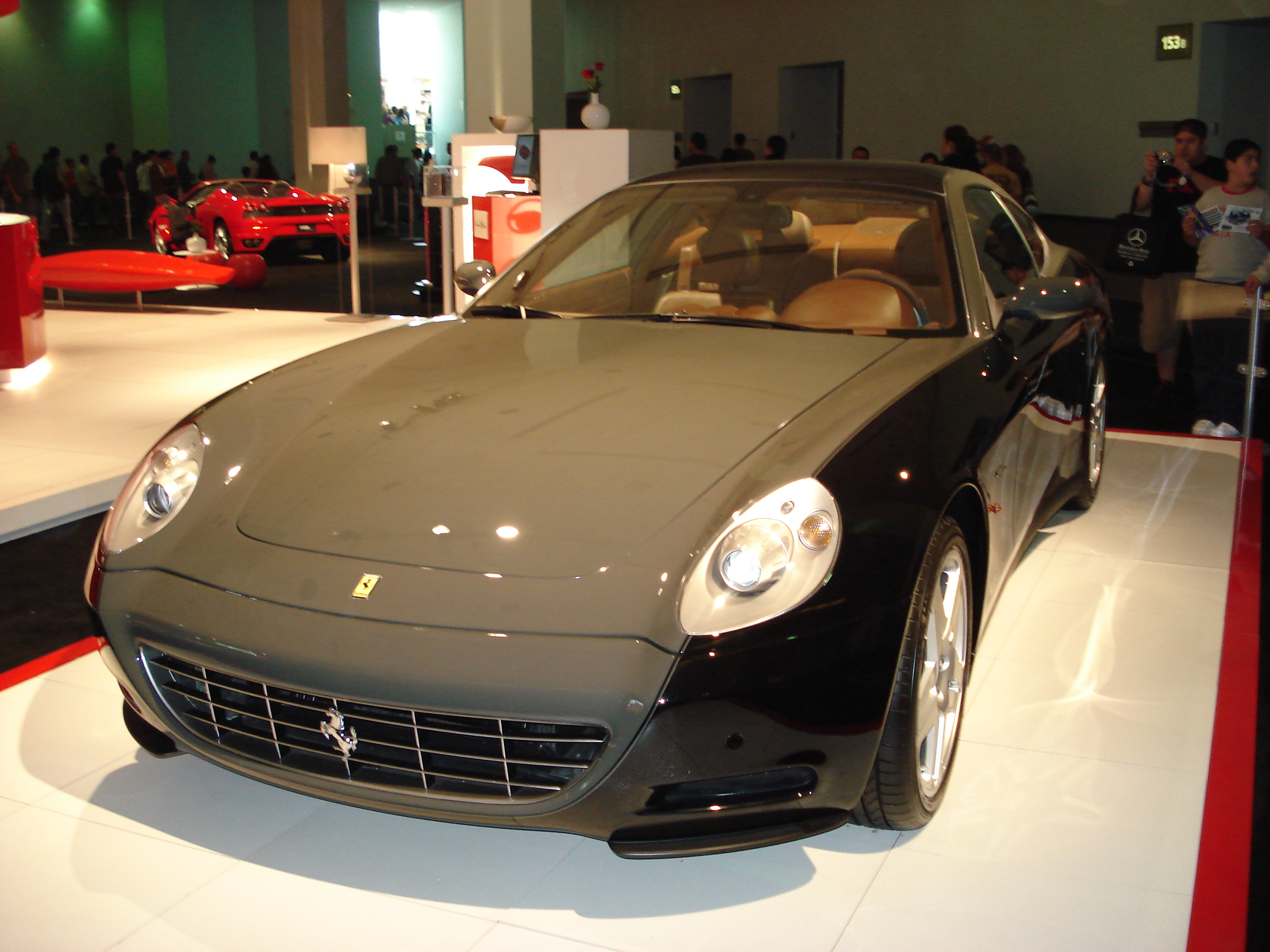
2007 Ferrari 612 Scaglietti Sessenta Edition